# Hyleoza lineata
Hyleoza lineata là một loài bọ cánh cứng trong họ Cerambycidae.